# Xistra
Xistra is een geslacht van rechtvleugeligen uit de familie doornsprinkhanen (Tetrigidae). De wetenschappelijke naam van dit geslacht is voor het eerst geldig gepubliceerd in 1887 door Bolívar.

## Soorten
Het geslacht Xistra omvat de volgende soorten:
- Xistra angusta Ingrisch, 2001
- Xistra foliolata Liang & Chen, 2010
- Xistra gogorzae Bolívar, 1887
- Xistra jiulianshanensis Zheng & Shi, 2009
- Xistra klinnema Zheng & Zeng, 2011
- Xistra laticorna Zheng, 1988
- Xistra longicornis Ingrisch, 2001
- Xistra longidorsalis Liang & Jiang, 2004
- Xistra longzhouensis Zheng & Jiang, 1998
- Xistra medogensis Zheng, 2005
- Xistra nigritibialis Zheng & Jiang, 2002
- Xistra parvula Liang & Chen, 2010
- Xistra sagittata Bolívar, 1887
- Xistra strictivertex Zheng & Ou, 2010
- Xistra wuyishanensis Zheng & Zeng, 2011
- Xistra yaanensis Zheng, 2009